# アンデルソン・ルイス・デ・アブレウ・オリベイラ
アンデルソン (Anderson) ことアンデルソン・ルイス・ジ・アブレウ・オリヴェイラ（Anderson Luís de Abreu Oliveira, 1988年4月13日 - ）は、ブラジル・ポルト・アレグレ出身の元同国代表サッカー選手、現サッカー指導者。現役時代のポジションはミッドフィールダー。

## クラブ歴
2004年、母国のグレミオFBPAにてキャリアをスタートさせる。2006年冬、プリメイラ・リーガのFCポルトに移籍。シーズン途中からの加入だったが、クラブのリーグ優勝に貢献した。2006年11月28日、タッサ・デ・ポルトガルのSLベンフィカ戦で相手DFコスタス・カツラニスのタックルを受け負傷交代。右足の骨折により約半年間離脱しシーズンを棒に振った。
2007年夏の市場にて、プレミアリーグのマンチェスター・ユナイテッドFCへの移籍が発表された。ナニやオーウェン・ハーグリーヴスらと共に加入し、5年契約を締結した。ユナイテッドでの1年目となる2007-08シーズンは負傷離脱したポール・スコールズの穴を埋め、クラブのリーグ及びUEFAチャンピオンズリーグのダブル達成に貢献した。
しかしレギュラーには定着できず、2014年1月にデイヴィッド・モイーズ監督はACFフィオレンティーナへ半年間の期限付き移籍となることを発表した。
2015年2月3日、フリートランスファーでSCインテルナシオナウに加入。2017シーズンにはコリチーバFCへレンタル移籍したものの、シーズン終了後にインテルナシオナウとの契約を解除した。
2018年7月30日、アダナ・デミルスポルと3年契約を締結。2019年9月にクラブの会長により現役引退が発表され、引き続きクラブに携わることとなる。2020年8月に同クラブのアシスタントコーチに就任した。

## 代表歴

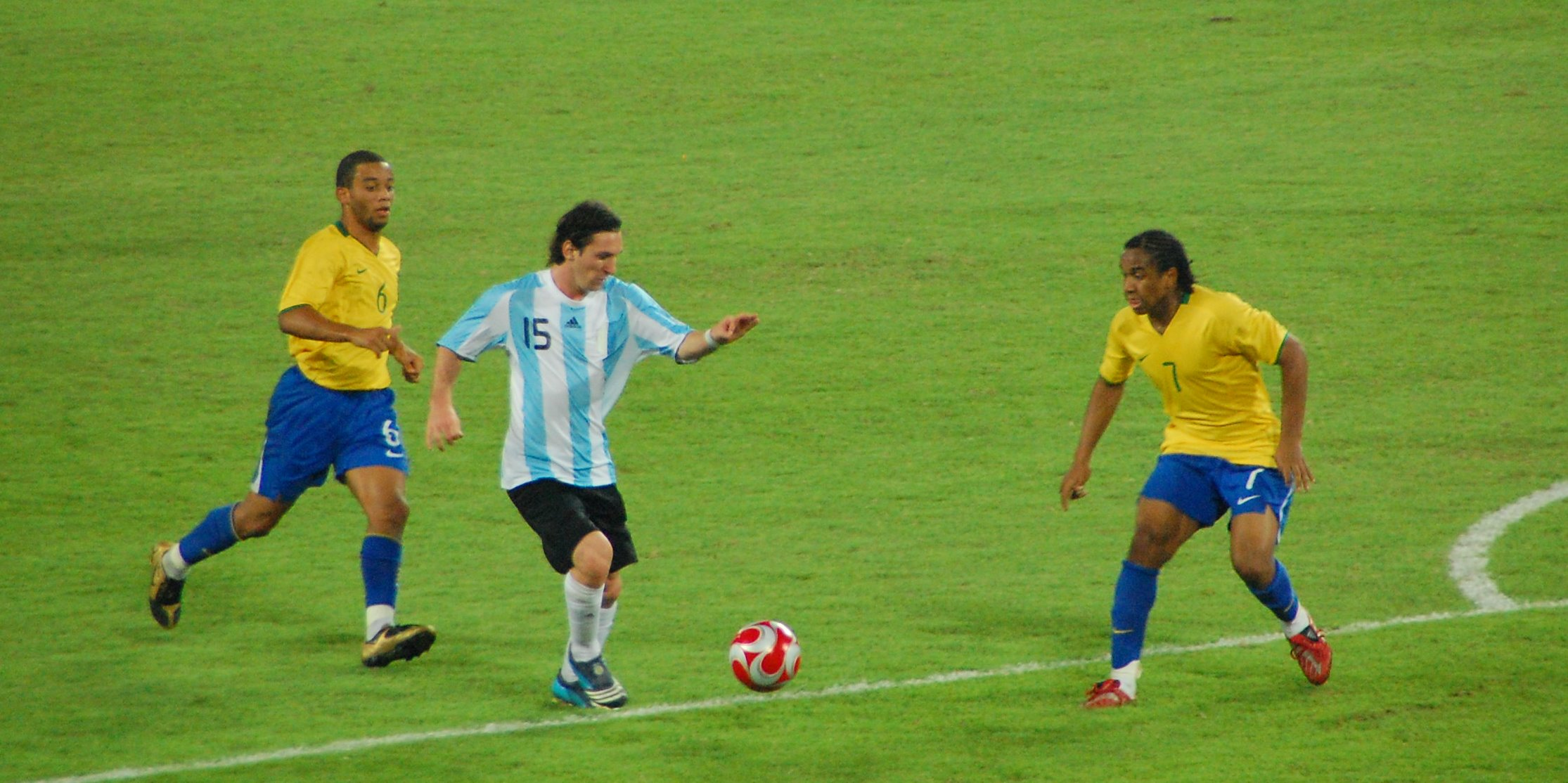
北京オリンピック（右がアンデルソン）

2005年にはペルーで行われたU-17世界選手権にブラジル代表の一員として出場。チームは準優勝を果たし、自身はゴールデンボール（最優秀選手賞）を受賞した。
ユナイテッドへ加入した2007年の夏には、コパ・アメリカのメキシコ戦でA代表デビューを果たした。

## タイトル
クラブ
グレミオ
- カンピオナート・ブラジレイロ・セリエB  : 2005

ポルト
- プリメイラ・リーガ : 2005-06, 2006-07
- タッサ・デ・ポルトガル : 2005-06
- スーペルタッサ・カンディド・デ・オリベイラ : 2006

マンチェスター・ユナイテッド
- プレミアリーグ : 2007-08, 2008-09, 2010-11, 2012-13
- カーリング・カップ : 2008-09
- FAコミュニティ・シールド : 2011, 2013
- UEFAチャンピオンズリーグ : 2007-08
- FIFAクラブワールドカップ : 2008

インテルナシオナウ
- カンピオナート・ガウショ : 2015

ブラジル代表
- 南米U-17選手権 : 2005
- コパ・アメリカ : 2007
- 北京オリンピック 銅メダル

個人
- U-17世界選手権 ゴールデンボール : 2005 FIFA U-17世界選手権
- ゴールデンボーイ賞 : 2008